# Jüdischer Friedhof (Wingst)

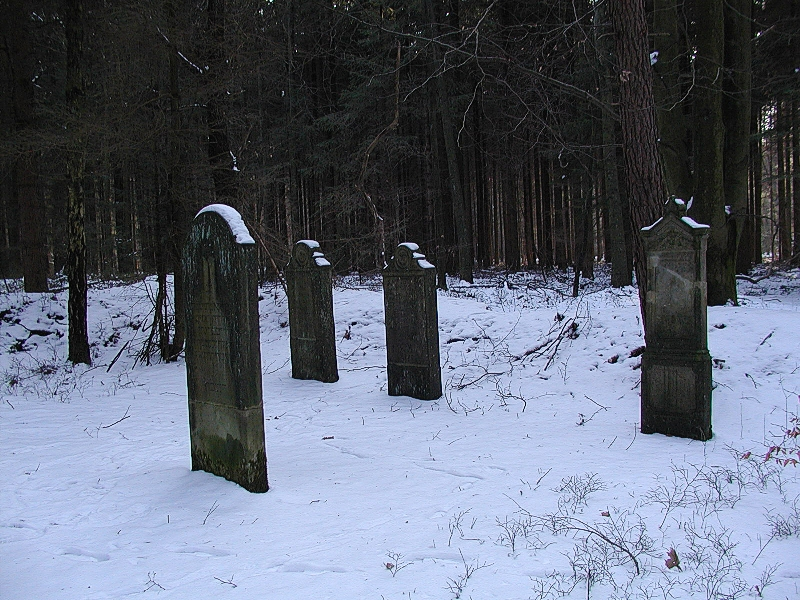
Der Judenfriedhof im Wingster Wald

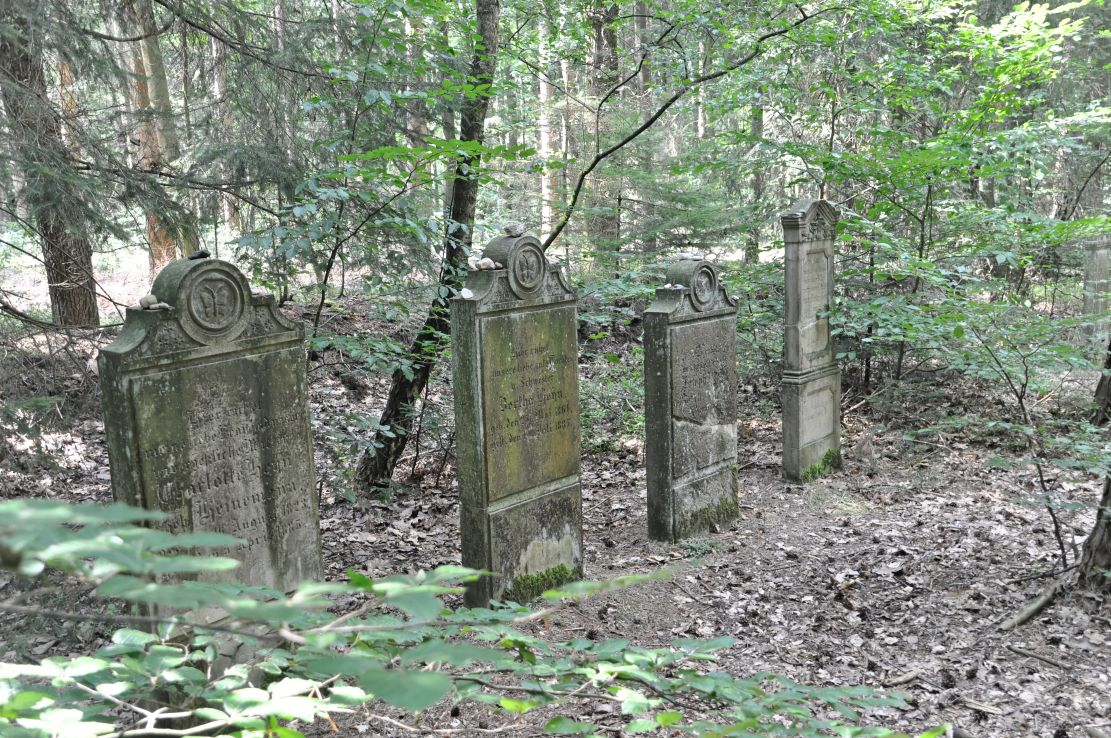

Der Jüdische Friedhof Wingst ist ein jüdischer Friedhof in der Gemeinde Wingst (Samtgemeinde Land Hadeln) im niedersächsischen Landkreis Cuxhaven. Er liegt zwischen Cadenberge und dem Wasserwerk Wingst.

## Beschreibung
Der 2461 m² große Friedhof, der sich am Alten Postweg in Wingst-Kiebitzmoor befindet, wurde vor 1767 bis 1926 belegt. Auf ihm sind noch 60 Grabstellen mit 26 Grabsteine vorhanden. Der Friedhof zerfällt in zwei Teile. In dem älteren Teil stehen noch fünf Grabsteine, der älteste stammt aus dem Jahr 1802. Hier befindet sich auch ein prähistorisches Hügelgrab. Der jüngere Teil des Friedhofes stand ab 1850 auch Verstorbenen aus dem früheren Landkreis Hadeln zur Verfügung. Laut den „Statuten der israelitischen Begräbnisplatz-Corporation zu Wingst, Kirchspiel Cadenberge“ aus dem Jahre 1850 hatten sich die jüdischen Familien des Umlandes zur künftigen Unterhaltung des Friedhofs verpflichtet. Das letzte Begräbnis fand 1926 statt. Während der NS-Zeit soll der Friedhof unzerstört geblieben sein. In den 1970er und 1980er Jahren war der Friedhof mehrfach das Ziel von Schändungen.